# Mchitar Manukjan
Mchitar Manukjan, född den 20 september 1973 i Gjumri, Armenien, är en kazakisk brottare som tog OS-brons i lättviktsbrottning i den grekisk-romerska klassen 2004 i Aten.